# Canthon chiriguano
Canthon chiriguano là một loài bọ cánh cứng trong họ Bọ hung (Scarabaeidae).